# Myriopholis algeriensis
Myriopholis algeriensis är en kräldjursart som beskrevs av Pierre Jacquet 1895. Myriopholis algeriensis är en orm som ingår i släktet Myriopholis, och familjen äkta blindormar. Inga underarter finns listade i Catalogue of Life.

## Utbredning
M. algeriensis är en art som är förekommer i södra Tunisien, Algeriet, Marocko, västra Sahara, Mauretanien, norra Mali och nordöstra Niger.